# 內烏肯鳥屬
內烏肯鳥（學名Neuquenornis）是一屬反鳥亞綱鳥類。它們生存於白堊紀晚期的阿根廷巴塔哥尼亞。其下已知只有飛翔內烏肯鳥一個物種。其化石是在8500-8300萬年前桑托階的Bajo de la Carpa地層發現。內烏肯鳥的體型在當時也算很大，跗蹠骨長46.8毫米。估計它們體長約有30厘米。
內烏肯鳥的完模標本編號為MUCPv-142，現正存放在阿根廷布宜諾斯艾利斯的阿根廷自然历史博物馆（Museo de Ciencias Naturales）內。
路易斯·恰佩（Luis M. Chiappe）等人將內烏肯鳥分類到鳥龍鳥科之內。另一項研究則認為它們較為接近昆卡鳥及華夏鳥。